# Henri Pélissier
Henri Pélissier (22 de enero de 1889-1 de mayo de 1935) fue un ciclista francés, campeón del Tour de Francia de 1923. Además de por sus 29 victorias durante su carrera, fue conocido por su larga disputa con el fundador del Tour de Francia, Henri Desgrange, así como por sus protestas por las duras condiciones que tenían que soportar los corredores durante los primeros años de la carrera. Sus 3 hermanos también fueron ciclistas profesionales, Jean, Francis y Charles.

## Biografía
Pélissier tenía tres hermanos más, los cuales, al igual que él, también llegaron a ser ciclistas profesionales. Henri Pélissier empezó a correr como profesional en 1911 y acumuló importantes victorias antes de la Primera Guerra Mundial, incluyendo la Milán-San Remo en 1912, y también tres etapas del Tour de Francia de 1914.
Después de la Gran Guerra retomó la competición, ganando la París-Roubaix y la Burdeos-París en 1919 e inscribiéndose en el Tour de Francia durante los cinco años siguientes. Antes de la París-Roubaix de 1921, Henri y su hermano Francis exigieron a su patrocinador una retribución mayor que la miseria que habitualmente recibían los corredores. Su petición fue rechazada y eligieron inscribirse en la carrera como corredores independientes, sin la financiación de un equipo. Desgrange prometió que nunca volverían a aparecer en la portada de su periódico l'Auto, sólo para comerse sus palabras cuando Henri fuese el campeón. Tras otra disputa a principios de 1923, Desgrange escribió "Pélissier nunca ganará el Tour. No sabe sufrir". Pélissier ganó entonces el Tour de ese año. Al siguiente, se retiró del Tour por una sanción que consideró injustificada. En una entrevista volvió a protestar por las condiciones del Tour, diciendo "nos tratan como bestias en un circo". El reportero, Albert Londres acuñó el término "esforzados de la ruta", que ha sido aplicado a los ciclistas desde entonces.
Pélissier era famoso por ser controvertido y temperamental, incitando con frecuencia a compañeros de equipo y otros ciclistas del pelotón. Después de su retirada en 1928 su personalidad combativa condujo a su vida a un rápido deterioro. En 1933 su esposa Léonie se desesperó fruto de su convivencia con él y se suicidó disparándose. Dos años después, su nueva compañera, Camille Tharault, mató a Pélissier con la misma arma después de que la acuchillara durante una discusión. Fue enterrado en el cementerio Pierre-Grenier en Boulogne-Billancourt.

## Palmarés
| 1911 - Giro de Lombardía - Milán-Turín 1912 - Milán-San Remo - 2 etapas de la Vuelta a Bélgica 1913 - Giro de Lombardía - 1 etapa del Tour de Francia 1914 - 2.º en el Tour de Francia, más 3 etapas 1919 - París-Roubaix - Burdeos-París - 1 etapa del Tour de Francia - Campeón de Francia de ciclismo en ruta | 1920 - Giro de Lombardía - París-Bruselas - 2 etapas del Tour de Francia - 2.º en el Campeonato de Francia en Ruta 1921 - París-Roubaix - 2.º en el Campeonato de Francia en Ruta 1922 - París-Tours 1923 - Tour de Francia , más 3 etapas - 3.º en el Campeonato de Francia en Ruta 1924 - 1 etapa de la Vuelta al País Vasco - 2.º en el Campeonato de Francia en Ruta |

## Resultados

### Grandes Vueltas
Durante su carrera deportiva ha conseguido los siguientes puestos en las Grandes Vueltas:
| Carrera         | 1910 | 1911 | 1912 | 1913 | 1914 | 1915 | 1916 | 1917 | 1918 | 1919 | 1920 | 1921 | 1922 | 1923 | 1924 | 1925 | 1926 | 1927 | 1928 |
| --------------- | ---- | ---- | ---- | ---- | ---- | ---- | ---- | ---- | ---- | ---- | ---- | ---- | ---- | ---- | ---- | ---- | ---- | ---- | ---- |
| Giro de Italia  | -    | -    | -    | -    | -    | X    | X    | X    | X    | -    | -    | -    | -    | -    | -    | -    | -    | -    | -    |
| Tour de Francia | -    | -    | Ab.  | Ab.  | 2.º  | X    | X    | X    | X    | Ab.  | Ab.  | -    | -    | 1.º  | Ab.  | Ab.  | -    | -    | -    |
| Vuelta a España | X    | X    | X    | X    | X    | X    | X    | X    | X    | X    | X    | X    | X    | X    | X    | X    | X    | X    | X    |

### Clásicas, Campeonatos
| Carrera         | Carrera           | 1911 | 1912 | 1913 | 1914 | — | 1917 | — | 1919 | 1920 | 1921 | 1922 | 1923 | 1924 | 1925 | 1926 |
| --------------- | ----------------- | ---- | ---- | ---- | ---- | - | ---- | - | ---- | ---- | ---- | ---- | ---- | ---- | ---- | ---- |
|                 | Milan San Remo    | —    | 1.º  | —    | —    | — | —    | — | —    | 2.º  | 6.º  | —    | —    | —    | —    | —    |
|                 | Tour de Flandes   | —    | —    | —    | —    | — | —    | — | —    | —    | —    | 4.º  | —    | —    | —    | —    |
|                 | París-Roubaix     | —    | —    | —    | —    | — | —    | — | 1.º  | —    | 1.º  | 10.º | 7.º  | 5.º  | 7.º  | 6.º  |
| Milán-Turín     | Milán-Turín       | 1.º  | —    | —    | —    | — | —    | — | —    | —    | —    | —    | —    | —    | —    | —    |
| París-Bruselas  | París-Bruselas    | 12.º | —    | —    | —    | — | —    | — | —    | 1.º  | —    | —    | —    | —    | —    | —    |
| París-Tours     | París-Tours       | —    | 10.º | 10.º | —    | — | —    | — | 6.º  | —    | —    | 1.º  | —    | —    | —    | —    |
|                 | Giro de Lombardía | 1.º  | —    | 1.º  | —    | — | 2.º  | — | —    | 1.º  | 5.º  | —    | —    | —    | —    | —    |
| Francia en Ruta | Francia en Ruta   | 5.º  | —    | —    | 5.º  | — | —    | — | 1.º  | 2.º  | 2.º  | 7.º  | 3.º  | 2.º  | 4.º  | —    |